# Louis Jourdan (peintre)
Pour les articles homonymes, voir Louis Jourdan (homonymie) et Jourdan.
Louis Jourdan, né le 7 mars 1872 à Bourg-en-Bresse et mort le 3 mai 1948 à Paris, est un peintre français.

## Biographie
Louis Jourdan est mobilisé pendant la Première Guerre mondiale.
Il expose au Salon des artistes français à partir de 1898. Il y obtient une mention honorable en 1907, une médaille d'argent en 1913 et une médaille d'or en 1914. Il reçoit le prix Rosa-Bonheur en 1921.
Il est surtout connu pour ses paysages de la Dombes, région qu'il a longtemps habitée, en particulier à Saint-Paul-de-Varax.
En 1927, il est domicilié au no 6 rue Théodore-Deck à Paris.
Il est invité d'honneur au 25e Salon des artistes rouennais en 1934.

## Œuvres dans les collections publiques
- Saint-Paul-de-Varax, musée Louis-Jourdan :
  - La bergère et ses cochons ;
  - Le char à bœufs ;
  - Chemin en bordure d'étang ;
  - Coucher de soleil au bord de l'étang ;
  - La coupe dans les bois de Varax ;
  - Fontainebleau ;
  - Les Paillés de la poste ;
  - Paysage en vert et bleu ;
  - Pont du Vieux Jonc, route de Bourg ;
  - Saint-Paul-de-Varax, la place ;
  - La sieste ;
  - Vache au pré ;
- Villefranche-sur-Saône, Musée Paul-Dini :
  - Fin d'hiver, c. 1935. Huile sur toile.

## Distinctions
- Officier d'académie (1906)
- Chevalier de la Légion d'honneur (7 septembre 1927)[2]

## Hommages
Le musée Louis-Jourdan ouvert en 1962 rend hommage à ses œuvres à Saint-Paul-de-Varax. Le fonds du musée a été fourni essentiellement par sa veuve mais également par Jules Migonney.